# Engelbert Strauss
Engelbert Strauss GmbH & Co. KG is een Duits postorder- en retailbedrijf voor bedrijfs- en veiligheidskleding. Ze ontwikkelen kleding voor ambacht, industrie en dienstverlening. Het hoofdkantoor van het familiebedrijf is sinds haar oprichting in 1948 gevestigd in Biebergemünd in de Main-Kinzig-Kreis (Hessen).
Het familiebedrijf wordt vandaag de dag gezamenlijk door de derde en vierde generatie geleid. Engelberts zoon Norbert Strauss met zijn beide zonen Steffen en Henning Strauss vormen de directie. Het bedrijf heeft sinds 2022 1.500 medewerkers in dienst.

## Geschiedenis
In het allereerste begin was Augustus Strauss met zijn beide zonen, waaronder Engelbert (*1908), onderweg door heel Duitsland. Ze handelden in bezems en borstels, die in Spessart – in Besen-Kassel – werden gemaakt.
Na de oorlog, rond 1948, zette Engelbert Strauss de handelstraditie van zijn familie voort en richtte hij het gelijknamige bedrijf op. Daarbij nam hij ook arbeidsbeschermingsmiddelen op in het assortiment. De eerste producten waren handschoenen, die ook nu nog een centrale rol in het assortiment van het bedrijf spelen.
In de jaren 1960 werd de overstap naar een postorderbedrijf gemaakt. In 1973 startte het bedrijf met de verzending van de catalogus. Geleidelijk aan werd het assortiment uitgebreid met kledingstukken en schoenen.
In 1994 werd op 40.000m² op het terrein in Biebergemünd bij Frankfurt een nieuw gebouw met distributiecentrum neergezet, dat in het jaar 2000 uitgebreid en in 2005 verdubbeld werd. In 2008 werd het bedrijf nog verder uitgebreid. 

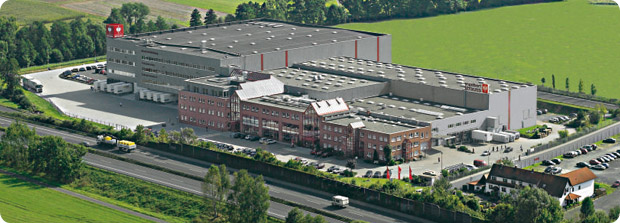
engelbert strauss Biebergemünd

In 2015 ontstonden op het bedrijfsterrein te Biebergemünd op een oppervlak van circa 50.000m² de nieuwe flagshipstore van het bedrijf en een bedrijfscampus met tal van kantoren en ruimtes voor opleidingen. 
In 2017 bouwt het bedrijf een nieuw dienstverlenings- en logistiek centrum. Vooral het aanbod aan individuele bedrijfsuitrustingen moet met de zogenaamde Corporate-Identity-Factory op de locatie in Schlüchtern worden uitgebreid.

## Assortiment

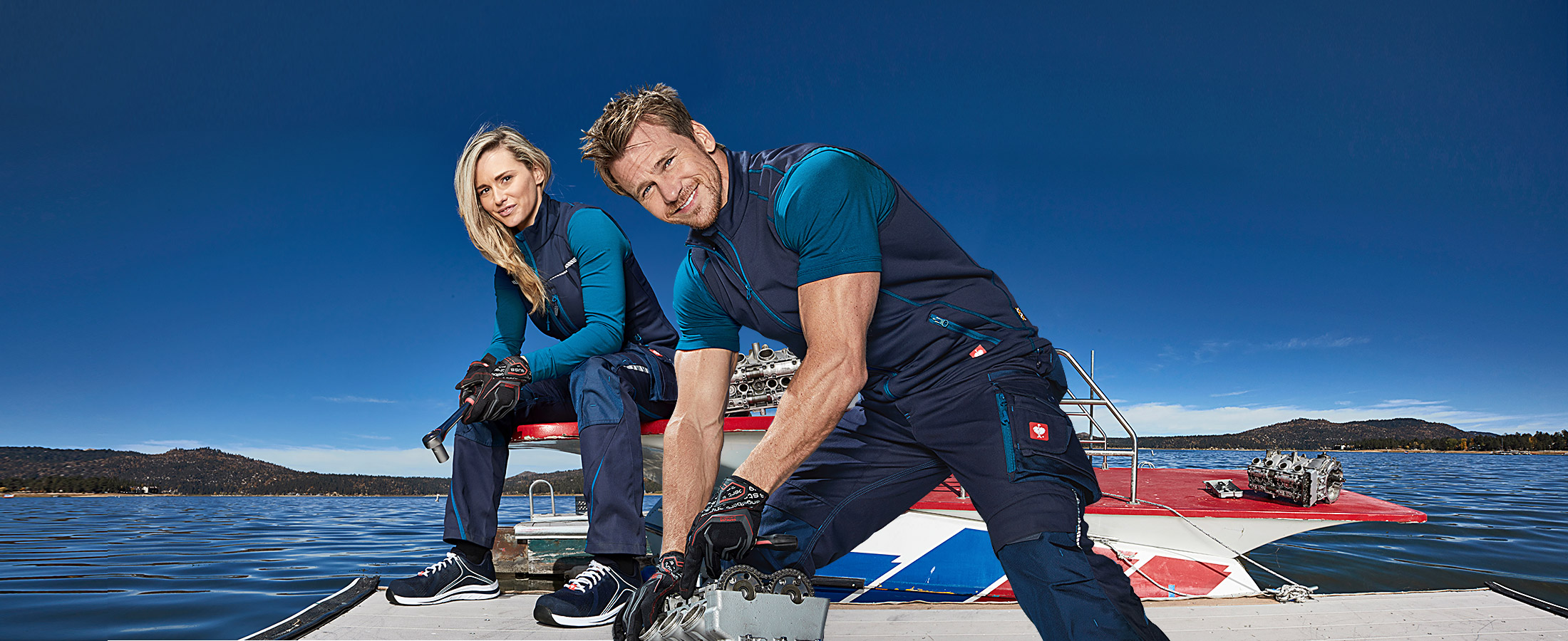
engelbert strauss werkkleding

Het kernassortiment bestaat uit werkkleding, veiligheidskleding, werkschoenen, handschoenen en andere persoonlijke beschermingsmiddelen, benodigdheden voor de industrie, gereedschappen en kantoorartikelen. Sinds 30 jaar biedt engelbert strauss een eigen textielveredeling aan, onder andere met borduur-, print- of lasertechniek.

## Verkoop

### Vestigingen
Sinds begin 1948 heeft het bedrijf zijn hoofdvestiging in Biebergemünd bij Frankfurt am Main. In 1996 breidde engelbert strauss uit en werd de eerste dochteronderneming in Linz/Oostenrijk geopend. Na de oprichting van een tweede dochteronderneming in Engeland in het jaar 2002 volgden er meer in Nederland, België, Zwitserland, Tsjechië, Zweden en Denemarken.

### Workwearstores

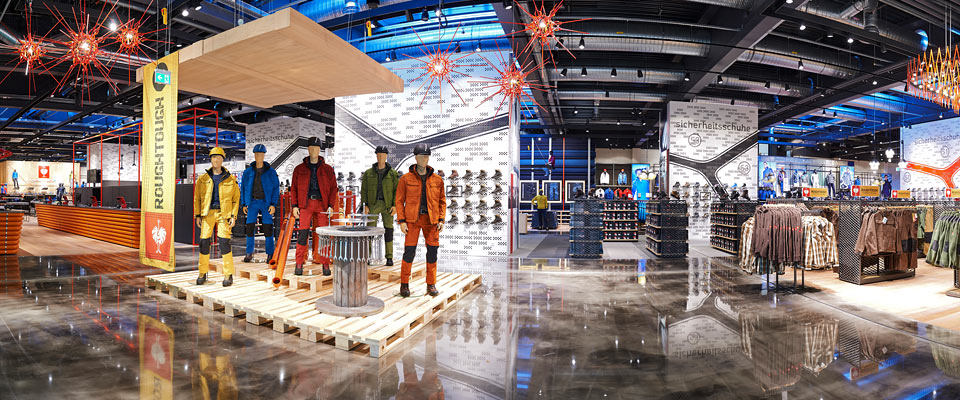
engelbert strauss workwearstore

Het bedrijf heeft vier eigen speciaalzaken, de zogeheten workwearstores. In 2010 ontstond de eerste store in Hockenheim (Baden-Württemberg), in 2012 volgde Bergkirchen (Bayern), in 2014 de flagshipstore op de locatie in Biebergemünd (Hessen) en in het najaar van 2016 een vierde workwearstore® in Oberhausen (Nordrhein-Westfalen).

### Onlineshop
In 1998 startte het bedrijf met de eerste onlineshop. Tegenwoordig vind je daar het gehele assortiment van het bedrijf evenals vele combinatiemogelijkheden en productinformatie over de afzonderlijke artikelen.

## Productie
De productie vindt momenteel wereldwijd plaats in 27 landen - zowel in Europa als in Azië en Afrika. Het merendeel van de producten wordt in partnerbedrijven in Azië geproduceerd. Sommige van de lokale productieplaatsen daar produceren uitsluitend voor het bedrijf.

## Onderscheidingen
Engelbert Strauss werd met de prijs Top Nationale Werkgever 2017 in de categorie Kleding, schoenen en sportuitrusting van het midden- en kleinbedrijf in Duitsland onderscheiden. Daarnaast ontving het bedrijf al voor de tweede maal de onderscheiding voor „Populairste familiebedrijf“.
In 2015 werd het bedrijf bekroond met de Duitse Logistiekprijs en in 2016 met de Europese Logistiekprijs.